# Лобанов-Ростовский, Александр Иванович (окольничий)
Князь Александр Иванович Лобанов-Ростовский (ум. 26 сентября 1677) — русский военный и государственный деятель, рында, голова, стольник, воевода и окольничий во времена правления Михаила Фёдоровича, Алексея Михайловича и Фёдора Алексеевича.
Из княжеского рода Лобановы-Ростовские. Младший сын князя Ивана Ивановича Козия Рога Лобанова-Ростовского. Старший брат — боярин князь Иван Иванович Лобанов-Ростовский (ум. 1664).

## Биография

### Служба Михаилу Фёдоровичу
В сентябре 1640 года князь Александр Иванович Лобанов-Ростовский был пожалован в стольники и с тех пор неоднократно упоминается в данном чине на государевых мероприятиях. Дважды, в декабре 1640 года «дневал и ночевал» на государевом дворе во время отсутствия царя в столице.

### Служба Алексею Михайловичу
24 апреля 1646 года «дневал и ночевал» на государевом дворе во время отсутствия Государя в Москве. В 1647-1649 годах служил рындой в белом платье при приёме иностранных послов. В январе 1648 года на первом бракосочетании царя Алексея Михайловича с Марией Ильиничной Милославской был пятым чашником при государевом столе в Грановитой палате. В 1650-1651 годах — воевода в Великих Луках.
В 1654-1655 годах — есаул в государевом полку и голова у жильцов и дворян во время двух царских походов на Речь Посполитую. Будучи в Смоленске, князь А. И. Лобанов-Ростовский смотрел за обедом царя «в кривой стол». Ездил из Смоленска под Оршу к боярину и князю Черкасскому с «милостивым государевым словом». В 1655 году был послан из Шклова в Бешенковичи «воевать государевых изменников Витебского уезду».
В 1656 году к Государю находившемуся тогда в Витебске, прибыли послы германского императора. Князь Александр Лобанов-Ростовский, исполняя царское распоряжение, ходил звать их к столу; придя, они били челом, чтобы государь дозволил им не быть у стола. Царь пожаловал послов кубками и, отпустив, послал к ним со столом на двор потчевать князя Александра Ивановича Лобанова-Ростовского.
В 1658 году был головой у сотни при встрече персидского посла и в том же году служил первым полковым воеводой в Тамбове, для охранения от прихода крымцев. Осенью этого же года жаловался Государю на козловского воеводу Василия Никитича Лихарева, отказавшегося прислать ему подкрепление и тем его «обесчестившего»: «А по твоему государеву указу таким молодым не родословным людям с нами и счёту не указано». В 1659 году — полковой воевода в Брянске, затем выступил оттуда в поход на Почеп, во время которого его ратные люди «побили много неприятелей».
В 1660 году во время обеда у царя Алексея Михайловича грузинского царевича Николая Давыдовича князь А. И. Лобанов-Ростовский был одним из стольников, носивших кушанье и ставивших их перед царём. В 1663 году был назначен первым судьей в Московский Судный приказ, где заменил своего старшего брата, князя Ивана Ивановича Лобанова, отправленного в отставку по болезни.
В 1663 году отправлен первым воеводою на службу в Смоленск вместе с бояриным и князем Фёдором Фёдоровичем Куракиным; 18 июля был в отпуске у царя; в декабре находился в Калуге. В 1667 году служил головой у стольников во время приёмов иностранных послов.

В 1668 году князь Александр Иванович Лобанов служил полковым воеводой в Севске, за местничество с князем Петром Ивановичем Хованским был по царскому указу заключён в тюрьму за то, «что он, князь Александр, всчал места, где мест не указано». 

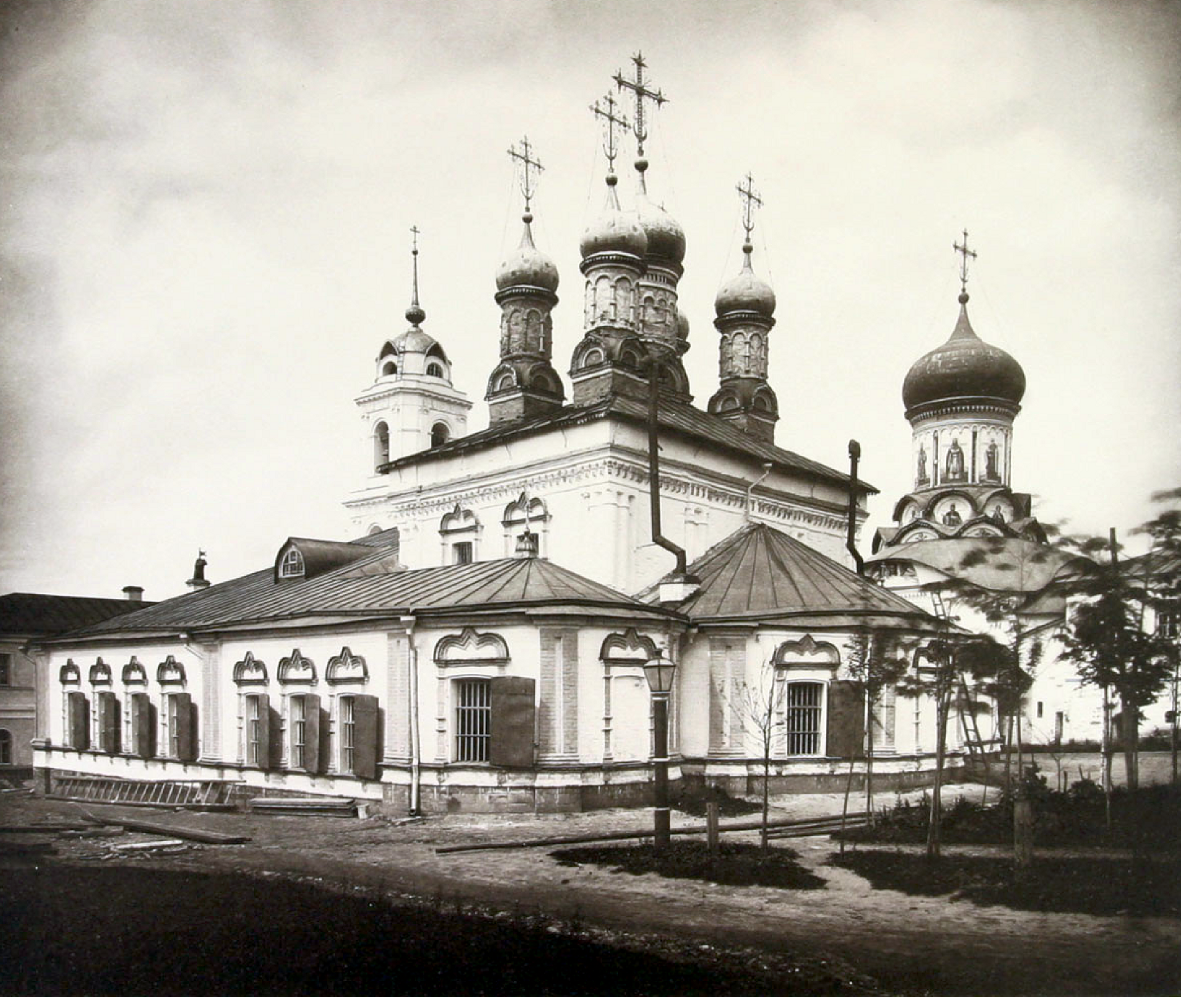
Храм Иоанна Златоуста, построенный по инициативе князя А. И. Лобанова в Рождественском монастыре

В 1671 году в числе поезжан присутствовал на второй свадьбе царя Алексея Михайловича с Натальей Кирилловной Нарышкиной. В 1671-1672 годах числится на дворцовой службе: «пить государю носил и на погребе сидел». 7 сентября 1674 года, в день объявления царевича Фёдора Алексеевича наследником престола, князь Александр Иванович Лобанов-Ростовский служил у царского стола. В 1675 году должен был быть готов на выезд в выборную сотню во всём наряде.

### Служба Фёдору Алексеевичу
В 1676 году князь Александр Иванович Лобанов-Ростовский был пожалован в окольничие. 30 января 1676 года участвовал в перенесении гроба царя Алексея Михайловича из Теремного дворца в Архангельский собор. 10 сентября того же года сопровождал нового царя Фёдора Алексеевича в поездке в село Коломенское.
26 сентября 1677 года по царскому указу князь Александр Иванович Лобанов-Ростовский был казнён. Чем навлёк он царский гнев — неизвестно. Есть предположение, что он участвовал в заговоре против Фёдора Алексеевича в пользу малолетнего царевича Петра Алексеевича. Вероятно, что он похоронен в Рождественском монастыре в Москве, где вдова его брата Фетинья Яковлевна в 1670-е года устроила усыпальницу князей Лобановых-Ростовских.

## Семья
Князь Александр Иванович Лобанов-Ростовский был дважды женат:
1. Алябьева Анисья Федоровна (ум. 10.09.1674) — дочь дворянина московского и воеводы Федора Андреевича Алябьева, брак был бездетным;
2. С 1675 года на княжне Марфе Ивановне Прозоровской (1657-27.02.1730) — дочери боярина и князя Ивана Семёновича Прозоровского, от брака с которой также потомства не имел.